# John Dieckelman
John Dieckelman (* 20. März 1960) ist ein US-amerikanischer Basketballtrainer.

## Laufbahn
Dieckelman war als Student von 1979 bis 1983 Mitglied der Basketballmannschaft der University at Albany in seinem Heimatland und erzielte 1274 Punkte, womit er sich in der ewigen Korbjägerliste auf dem fünften Rang platzierte, als er von der Hochschule abging. Mit 745 Rebounds war er in der Wertung ebenfalls Fünftbester und mit 155 geblockten gegnerischen Würfe sogar führend. Er ging anschließend als Profispieler nach Schweden, dort spielte er von 1983 bis 1987 für den Polizeisportverein Stockholmspolisens IF und war in dieser Zeit auch als Trainer beschäftigt.
In der Saison 1987/88 war er Trainer des Osloer Persbråten Basketballklubb in Norwegen und von 1988 bis 1991 im selben Land von Ulriken Elite. Dazu kam eine weitere Aufgabe: Von 1989 bis 1991 war Dieckelman auch Trainer der Damen des ebenfalls in Bergen ansässigen Hop Basketball Klubb. Gleichzeitig, nämlich zwischen 1988 und 1991, gehörte er als Assistenztrainer zum Stab der norwegischen Nationalmannschaft und betreute 1991 zusätzlich die Jugendnationalmannschaft des Landes als Cheftrainer.
Dieckelman ging für ein Jahr in die Vereinigten Staaten zurück und erlangte an der Idaho State University einen Hochschulabschluss im Fach Sportwissenschaft. Von 1992 bis 1997 war er Cheftrainer von KFUM Jämtland Basket in Schweden sowie danach von 1997 bis 2000 bei den Södertälje Kings. Dieckelman war darüber hinaus für den Schwedischen Basketballverband tätig, trainierte die U22- und die U20-Nationalmannschaft.
Von 2000 bis 2002 war er Trainer des österreichischen Bundesligisten UBC Oberwart und von 2002 bis 2005 wieder für KFUM Jämtland Basket in Schweden tätig. 2005 trat er das Traineramt bei den Dornbirn Lions in Österreich an und übte dieses bis 2007 aus. Von 2007 bis 2011 war er Co-Trainer des WBC Wels, gewann mit der Mannschaft 2009 an der Seite von Cheftrainer Raoul Korner den Staatsmeistertitel. 2009/10 war Dieckelman zusätzlich in der Welser Jugendarbeit beschäftigt inne.
Im Sommer 2011 heuerte er als Co-Trainer von Thorsten Leibenath beim deutschen Bundesligisten Ratiopharm Ulm an und blieb bis 2016 im Amt. Er war in Ulm auch im Jugendbereich als Trainer beschäftigt. Im August 2017 wurde Dieckelmann Koordinator der Nachwuchsabteilung des Bundesligisten Medi Bayreuth. Nach drei Jahren in Bayreuth wurde er Mitte Juni 2020 als neuer Trainer des luxemburgischen Erstligisten Musel Pikes vorgestellt. Ende Oktober 2021 wurde er nach sieben Niederlagen in Folge entlassen.
2022 trat er eine Stelle als Assistenztrainer beim schwedischen Erstligisten Köping Stars an. 2025 wurde er Cheftrainer des schwedischen Zweitligaaufsteigers Eskilstuna Basket.